# France Richemond
France Richemond est une scénariste française de bande dessinée, spécialisée dans la bande dessinée historique médiévale. Elle est surtout connue pour la série Le Trône d'argile.

## Biographie
France Richemond, historienne de formation, a complété une maîtrise d’histoire médiévale, un DEA d’histoire moderne (soutenu à La Sorbonne) ainsi que deux cycles d'histoire de l'art à l’École du Louvre,,.
Elle est aussi conférencière des Musées Nationaux depuis 1998 et intervenait régulièrement au musée du Louvre et au Grand Palais,.

## Œuvres

### Bande dessinée
La Rose et la Croix (2005-2013)
- 1 La Confrérie, Soleil Productions, 2005
Scénario : Nicolas Jarry et France Richemond - Dessin : Luigi Critone - Couleurs : Lorenzo Pieri
- 2 Maître Dagélius, Soleil Productions, 2006
Scénario : Nicolas Jarry et France Richemond - Dessin : Luigi Critone - Couleurs : Pieri Lorenzo
- 3 La Loge de Vienne, Soleil Productions, 2009
Scénario : Nicolas Jarry et France Richemond - Dessin : Augustin Popescu
- 4 La Couronne de Prusse, Soleil Productions, 2011
Scénario : Nicolas Jarry et France Richemond - Dessin : Augustin Popescu - Couleurs : Matteo Vattani
- 5 L'Arcane, Soleil Productions, 2013
Scénario : Nicolas Jarry et France Richemond - Dessin : Augustin Popescu - Couleurs : Matteo Vattani

Le Trône d'argile (2006-2015)
- 1 Le Chevalier à la hache, Delcourt, (ISBN 978-2-7560-0086-2), 2006
Scénario : Nicolas Jarry et France Richemond - Dessin : Theo - Couleurs : Lorenzo Pieri
- 2 Le Pont de Montereau, Delcourt, (ISBN 978-2-7560-0567-6), 2007
Scénario : Nicolas Jarry et France Richemond - Dessin : Theo - Couleurs : Lorenzo Pieri
- 3 Henry, roi de France et d'Angleterre, Delcourt, (ISBN 978-2-7560-1152-3), 2008
Scénario : Nicolas Jarry et France Richemond - Dessin : Theo - Couleurs : Lorenzo Pieri
- 4 La Mort des rois, Delcourt, (ISBN 978-2-7560-1460-9), 2010
Scénario : Nicolas Jarry et France Richemond - Dessin : Theo - Couleurs : Lorenzo Pieri Prix Historia de la bande dessinée historique 2010[5],[6].
- 5 La Pucelle, Delcourt, (ISBN 978-2-7560-1990-1), 2012
Scénario : France Richemond - Dessin : Theo - Couleurs : Lorenzo Pieri
- 6 La Geste d'Orléans, Delcourt, (ISBN 978-2-7560-3258-0), 2015
Scénario : France Richemond - Dessin : Theo - Couleurs : Lorenzo Pieri

Les Reines de sang - Jeanne, la mâle reine (2018-2020)
- Jeanne, la mâle reine - volume 1, Delcourt, (ISBN 978-2-7560-4216-9), 2018
Scénario : France Richemond - Dessin : Michel Suro - Couleurs : Dimitri Fogolin
- Jeanne, la mâle reine - volume 2, Delcourt, (ISBN 978-2-413-00348-9), 2019
Scénario : France Richemond - Dessin : Michel Suro - Couleurs : Dimitri Fogolin
- Jeanne, la mâle reine - volume 3, Delcourt, (ISBN 978-2-413-00349-6), 12 novembre 2020
Scénario : France Richemond - Dessin : Michel Suro - Couleurs : Dimitri Fogolin

Un pape dans l'Histoire
- Léon le Grand : Défier Attila, Glénat / Éditions du Cerf, (ISBN 978-2-344-03086-8), 2019
Scénario : France Richemond - Dessin : Stefano Carloni - Conseiller historique : Bernard Lecomte[7]
- Clément V : Le Sacrifice des Templiers, Glénat / Éditions du Cerf, (ISBN 978-2-344-03089-9), 25 novembre 2020
Scénario : France Richemond - Dessin : Germano Giorgiani - Conseiller historique : Bernard Lecomte

La Couronne de verre (2020-...)
Préquelle du Trône d'argile. 5 tomes prévus.
- 1 Plus peine que gloire, Delcourt, (ISBN 978-2-7560-7937-0), 23 septembre 2020
Scénario : France Richemond - Dessin : Tommaso Bennato - Couleurs : Hugo Poupelin
- 2 Rozebeke morne plaine, Delcourt, (ISBN 978-2-4130-3966-2), mai 2024
Scénario : France Richemond - Dessin : Tommaso Bennato - Couleurs : Hugo Poupelin

Les Reines de sang - Théodora, la reine courtisane (2023-...)
- Théodora, la reine courtisane - volume 1, Delcourt, (ISBN 978-2-4130-3960-0), 2023
Scénario : France Richemond et Stefano Ascari - Dessin : Andrea Riccadonna - Couleurs : Angelo Iozza

Civilisations
- Égypte, Delcourt, (ISBN 978-2-4130-1028-9), janvier 2025
Scénario : France Richemond - Dessin : Giulia Pellegrini - Couleurs : Axel Gonzalbo

### Romans de fantasy
- Sphinx (écrit avec Nicolas Jarry)
  - vol. 1 : Sphinx, Éditions du Rocher, 2005
  - vol. 2 : Le Peuple de la mer, Éditions du Rocher, 2006